# Cronologia do Partido Comunista Português
- 1910 A 5 de Outubro é implantada a República.

- 1913 A 10 de Novembro, em Seia, nasce Álvaro Cunhal, filho de Mercedes Barreirinhas Cunhal e Avelino Henriques da Costa Cunhal.

- 1914 A 28 de Julho começa a Primeira Guerra Mundial, com a declaração de guerra da Áustria à Sérvia.

- 1917 Revolução Russa. A 7 de Novembro os bolcheviques tomam o poder.

- 1918 A 11 de Novembro é assinado o armistício que põe fim à Primeira Guerra Mundial.

- 1919 Fundação da III Internacional (Comunista).

- 1920 Formado o Partido Comunista de Espanha.

- 1921 A 6 de Março é fundado o Partido Comunista Português (PCP). Em Outubro inicia-se a publicação de "O Comunista" e de "O Jovem Comunista", da Juventude Comunista.

- 1922 O PCP adere à III Internacional (Comunista), que organiza nesse ano o seu IV Congresso. Ainda em Outubro foi instaurado o fascismo em Itália por Mussolini, ao qual o partido se opôs. A 30 de Dezembro é proclamada a União das Repúblicas Socialistas Soviéticas (URSS).

- 1923 I Congresso do PCP. Ditadura de Primo de Rivera, em Espanha.

- 1924 Lenine morre. Estaline inicia a ascensão ao poder na URSS.

- 1926 A 28 de Maio, a revolução de Gomes da Costa põe fim à I República. A revolução militar interrompe os trabalhos do II Congresso do PCP.

- 1927 Revolta militar fracassada de Mendes Cabeçadas, no Porto. O Governo encerra a sede da Confederação Geral dos Trabalhadores (CGT), de inspiração anarquista. O PCP passa à clandestinidade. O operário do Arsenal, Bento Gonçalves, dirigente do PCP, vai à URSS.

- 1928 O general Carmona assume a presidência da República. António de Oliveira Salazar ocupa a pasta das Finanças.

- 1929 Na clandestinidade, o PCP faz uma convenção e elege Bento Gonçalves secretário-geral. Criadas as organizações clandestinas de influência comunista: Organização Revolucionária da Armada, Socorro Vermelho, Federação das Juventudes Comunistas, Liga dos Amigos da URSS, Liga Contra a Guerra e o Fascismo e Grupos de Defesa Unitária. Oliveira Salazar acumula o Ministério das Finanças com os do Interior e das Colónias. Crash na Bolsa de Nova Iorque.

- 1930 Álvaro Cunhal ingressa na Faculdade de Direito de Lisboa. Criada a Polícia de Vigilância e Defesa do Estado (PVDE). Adoptada a expressão "Estado Novo". Fundado o partido União Nacional.

- 1931 Com 18 anos, Álvaro Cunhal adere ao PCP, através da Federação das Juventudes Comunistas. Sai o primeiro número do Avante!. Criação da Comissão Intersindical (CIS) de inspiração comunista que procura aglutinar os sindicatos até aí inspirados pelos anarco-sindicalistas da CGT. Surge a Organização Revolucionária do Exército (comunista).

- 1932 Cunhal participa na direcção da Associação Académica de Lisboa. Oliveira Salazar ocupa o cargo de presidente do Conselho de Ministros. Criado o Secretariado de Propaganda Nacional.

- 1933 Aprovada a nova Constituição, a Carta Colonial e o Estatuto do Trabalho Nacional, que proíbe a greve e cria os sindicatos corporativos. O Partido Socialista autodissolve-se em Congresso. Sai o primeiro número de O Militante. Na Alemanha, Hitler é nomeado chanceler a 30 de Janeiro. Início do III Reich.

- 1934 Cunhal é eleito para o Senado Universitário e participa na reorganização da Federação das Juventudes Comunistas. Greve nacional, a 18 de Janeiro, contra o Estatuto do Trabalho Nacional com grande repercussão na Marinha Grande. Eleições para a Assembleia Nacional ganhas pela União Nacional. Criada a Federação Nacional da Alegria no Trabalho. Aprovada lei que obriga à declaração de anticomunismo para ter acesso à função pública.

- 1935 Cunhal eleito para o Secretariado da Federação das Juventudes Comunistas. O PCP apresenta, pela primeira vez, um relatório ao VII Congresso da Internacional Comunista. Bento Gonçalves, secretário-geral do PCP, é preso a 11 de Novembro, e também José de Sousa e Júlio Fogaça do Secretariado. Proibição de "associações secretas", caso da Maçonaria.

- 1936 Em Abril, Álvaro Cunhal é eleito para o Comité Central do PCP, assim como Manuel Rodrigues da Silva e Pires Jorge. Cunhal abandona a Faculdade. Desempenha actividade clandestina, sob o pseudónimo de "Daniel". Vai a Moscovo participar no VI Congresso da Internacional Juvenil Comunista. Em Madrid quando do início da Guerra Civil com a revolta dos nacionalistas de Francisco Franco, Cunhal participa na organização da União Antifascista dos Portugueses Resistentes, uma experiência que transportará para o romance "A Casa de Eulália". Revolta dos Marinheiros organizada pela Organização Revolucionária da Armada (ORA). Criado o campo do Tarrafal em Cabo Verde. Bento Gonçalves faz parte do grupo de presos políticos que para aí são enviados, assim como os revoltosos da ORA.

- 1937 Cunhal é preso pela primeira vez, a 20 de Julho, acusado de distribuir propaganda. Detido no Aljube é transferido, dois meses depois, para Peniche. Atentado à bomba, em Lisboa, contra Salazar feito pelos anarquistas.

- 1938 Cunhal é colocado a cumprir serviço militar na Companhia Disciplinar de Penamacor. Alemanha anexa a Áustria. O Governo português reconhece oficialmente o Governo de Franco. Eleições para a Assembleia Nacional, concorre a lista única da União Nacional. Acordo de Munique. Alemanha invade a Checoslováquia.

- 1939 Cunhal é dispensado de Penamacor por uma Junta Médica, após fazer greve de fome. Integra, pela primeira vez, o Secretariado, com Ludgero Pinto Basto e Francisco Miguel. O Secretariado e o Comité Central decidem, então, elegê-lo secretário-geral, pois Bento Gonçalves estava no Tarrafal. Cunhal recusa o cargo. O PCP é afastado da Internacional Comunista. Portugal e Espanha assinam o Pacto Ibérico. Fim da Guerra Civil espanhola. Pacto germano-soviético. Alemanha invade a Polónia, a 1 de Setembro, dando início à Segunda Guerra Mundial.

- 1940 Cunhal é de novo preso com pena de três meses por divulgação de "ideias duvidosas" na imprensa. Desta época datam os seus textos de crítica do neo-realismo no jornal Diabo. Durante a prisão vai à Faculdade de Direito defender a sua tese sobre a "Realidade Social do Aborto", perante um júri presidido por Marcello Caetano. Quando libertado trabalha no Colégio Moderno de João Soares e conhece Mário Soares.

- 1941 "Amnistia dos centenários". Início da reorganização do PCP liderada por Cunhal e por um grupo de dirigentes comunistas. A Alemanha invade a URSS, o Japão ataca Pearl Harbour e os EUA entram na guerra.

- 1942 Bento Gonçalves morre a 11 de Setembro, no Tarrafal, para onde são enviados Júlio Fogaça, Pires Jorge, Pedro Soares e Militão Ribeiro. Cunhal adopta o pseudónimo de "Duarte" e volta ao Secretariado do PCP, fica responsável pela organização no Norte.

- 1943 III Congresso do PCP, o primeiro clandestino e o da reorganização do partido na linha leninista. Começa a sua implantação do PCP no país real. Em Dezembro é criado o MUNAF, determinado pelo PCP, que tem no seu Conselho Nacional dois representantes, Álvaro Cunhal e Piteira Santos. Fim da Internacional Comunista.

- 1944 Secretariado Nacional da Informação (SNI) substitui Secretariado Nacional de Propaganda. Greves industriais, rurais e de serviços.

- 1945 O dirigente do PCP Alfredo Dinis (Alex) é assassinado pela PVDE, que neste ano passa a chamar-se Polícia Internacional e de Defesa do Estado (PIDE). Constituição do Movimento de Unidade Democrática (MUD). Capitulação alemã. Fim da guerra na Europa.

- 1946 IV Congresso do PCP, Cunhal faz valer as suas ideias e derrota a "política de transição" defendida por Júlio Fogaça. Fundação do Movimento de Unidade Democrática juvenil. Com a capitulação do Japão, a Segunda Guerra Mundial chega ao fim.

- 1948 Cunhal volta a Moscovo para participar numa reunião do Kominform do Movimento Internacional Comunista e tentar que o PCP seja nele reintegrado. Morre Bento de Jesus Caraça, o funeral é uma manifestação de oposição ao Estado Novo. Golpe de Praga.

- 1949 Prisão de Álvaro Cunhal, de Militão Ribeiro e de Sofia Ferreira numa casa clandestina no Luso (25/3). Seguem-se uma série de prisões de dirigentes comunistas. Do PCP são expulsos dirigentes como Manuel Domingos (que um ano depois aparecerá morto no Pinhal de Belas), Piteira Santos e Manuel Guedes. Candidatura oposicionista do General Norton de Matos, na clandestinidade Grão-Mestre do Grande Oriente Lusitano. Formação do Movimento Nacional Democrático. Portugal adere ao Plano Marshall e EUA instalam-se na Base das Lajes. Institucionalizada a República Popular da Hungria. Criação do Comecon, mercado comum socialista, e da NATO. Institucionalização das duas Alemanhas.

- 1950 Militão Ribeiro morre na Penitenciária em consequência de greve da fome. Cunhal julgado e condenado, faz do processo uma afirmação política do comunismo. Tratado sino-soviético. Início da Guerra da Coreia.

- 1951 Morre o marechal Carmona. A candidatura do MND com Ruy Luís Gomes é recusada pelo Tribunal de Justiça. General Craveiro Lopes é eleito Presidente, contra Quintão Meireles.

- 1953 Cunhal é transferido da Penitenciária de Lisboa para Peniche, após ter estado doente. Transferência para Caxias de Francisco Miguel, último preso a ocupar o Tarrafal que é encerrado. Morte de Estaline. Fim da Guerra da Coreia.

- 1954 Catarina Eufémia é assassinada.

- 1955 Portugal entra na ONU. Criação do Pacto de Varsóvia.

- 1956 XX Congresso do PCUS, relatório Khrushchov. Início da desestalinização na URSS. Invasão da Hungria pela URSS.

- 1957 V Congresso do PCP, o da destalinização. É adoptada a linha imposta por Krutchov ao PCUS no XX Congresso, a da "solução pacífica" de transição para o socialismo e reconhecido o direito à independência das colónias. O Secretariado passa a ser composto por Pires Jorge, Júlio Fogaça, Dias Lourenço, Sérgio Vilarigues e Octávio Pato. PCP participa em Moscovo na reunião dos partidos comunistas. I Congresso Republicano de Aveiro. Manifestações estudantis contra o decreto que acabava com as associações académicas. Ilegalização do MUD. Criação da Comunidade Económica Europeia pelo Tratado de Roma.

- 1958 Jaime Serra e Joaquim Gomes são presos e formam, com Cunhal, em Peniche, a Comissão de Fuga. PCP concorre às eleições com Arlindo Vicente, acabando por apoiar Humberto Delgado. Criação da Junta de Libertação Nacional (clandestina).

- 1959 Tentativa de golpe de Estado falhada. Revolução cubana. Início da Guerra da Coreia. Formação da EFTA.

- 1960 Cunhal foge de Peniche a 3 de Janeiro, com Carlos Costa, Francisco Martins Rodrigues, Francisco Miguel, Guilherme da Costa Carvalho, Jaime Serra, Joaquim Gomes, Pedro Soares e Rogério de Carvalho, mais um guarda da GNR, José Alves, que ajudou à fuga. Cunhal reintegra o Secretariado. De Peniche traz consigo o manuscrito do romance "Até Amanhã, Camaradas". Em Dezembro, nasce a sua filha Ana. Formação da República Socialista da Checoslováquia.

- 1961 Entre Fevereiro e Maio, Cunhal viveu no Porto, junto ao  Mercado do Bom Sucesso, com a mulher Isaura, e a filha Ana. Eleito pelo Comité Central secretário-geral do PCP, passa a viver no estrangeiro. No XXI Congresso do PCUS, em Moscovo, Cunhal intervém para condenar o maoismo. O PCP ganha novos estatutos e programa. Sérgio Villarigues passa a ser o responsável máximo pelo Comité Executivo no interior. O grosso da direcção comunista reconverte-se a Cunhal. O "desvio de direita" é corrigido e derrotada a linha social-democrata protagonizada por Fogaça, que entretanto é preso pela PIDE. Da prisão de Caxias, num carro de Salazar, fogem Francisco Miguel, José Magro, Guilherme da Costa Carvalho, António Gervásio e Domingos Abrantes, Fogaça não é integrado na fuga e será expulso do PCP, dois anos mais tarde. Desvio do paquete "Santa Maria" por Henrique Galvão. Salazar acumula pasta da Defesa. Golpe falhado do general Botelho Moniz. Início da Guerra em Angola. Ocupação de Goa, Damão e Diu pela União Indiana.

- 1962 Insurreição no Quartel de Beja. Primeira crise académica. Início das transmissões da Rádio Portugal Livre do PCP instalada na Roménia. Criação da Frente Patriótica de Libertação Nacional, em Argel por Piteira Santos. Greves de mineiros e trabalhadores rurais.

- 1963 Início da Guerra do Vietname.

- 1964 O Comité Central reúne-se fora de Portugal. Cunhal apresenta uma "informação" com base em relatórios recebidos do interior que contém o guião para a "revolução democrática e nacional antilatifundista e antimonopolista", que se transformará na obra "Rumo à Vitória".

- 1965 VI Congresso do PCP. O relatório político de Cunhal, sob o nome de "Tendência Anarco Liberal" volta a criticar o "desvio de direita". Aprovado novo programa, "Para a Revolução Democrática Nacional". A tendência maoista é também cortada. Francisco Martins Rodrigues, João Pulido Valente e Ruy d"Espinay abandonam o PCP. Martins Rodrigues será oficialmente expulso sob acusação de ter roubado uma máquina de escrever. Contra a extrema-esquerda, Cunhal escreverá anos depois "O Radicalismo Pequeno-Burguês de Fachada Socialista". Assassinato de Humberto Delgado.

- 1968 Marcello Caetano substitui Salazar. Segunda Crise Académica. Primavera de Praga. Maio de 68 em França.

- 1969 II Congresso Republicano de Aveiro. Às eleições concorrem a Comissão Democrática Eleitoral (CDE), dominada pelo PCP, e a Comissão Eleitoral de Unidade Democráticas (CEUD) formada pela Acção Socialista Portuguesa. A PIDE é reestruturada e passa a chamar-se Direcção-Geral de Segurança.

- 1970 Morre Salazar. Início das operações da Acção Revolucionária Armada (ARA) braço armado do PCP.

- 1972 Fundação da União de Estudantes Comunistas (UEC). Octávio Pato é libertado pela DGS e passa a ser o responsável máximo pelo PCP no interior do país, em substituição de Sérgio Villarigues que se junta em Paris a Cunhal.

- 1973 Assassinato de Amilcar Cabral. Guiné-Bissau proclama a independência. O PCP e o PS assinam um acordo eleitoral, o PS integra a CDE, mas este movimento desiste à beira das urnas.

- 1974 Revolta militar das Caldas a 16 de Março. Costa Gomes e António de Spínola são destituídos dos cargos de chefe e vice-chefe do Estado-Maior General das Forças Armadas. Revolução do 25 de Abril. Legalização do PCP. No dia 30 de Abril, Álvaro Cunhal regressa a Lisboa. Ao Primeiro Governo Provisório, chefiado por Palma Carlos, segue-se o Segundo Governo Provisório, chefiado por Vasco Gonçalves. Criação do COPCON. Portugal reconhece a independência da Guiné-Bissau. Em 28 de Setembro é a derrota da "Maioria Silenciosa" e Costa Gomes substitui António de Spínola como Presidente da República. O VII Congresso (extraordinário) do PCP realiza-se a 20 de Outubro.

- 1975 Independência de Moçambique, Cabo Verde, São Tomé e Príncipe e Angola. Fundação da União da Juventude Comunista (UJC). Início da "Reforma Agrária". Um dia depois da tentativa de golpe do 11 de Março é criado o Conselho da Revolução. Início das nacionalizações. Nas eleições para a Assembleia Constituinte, a 25 de Abril, Cunhal encabeça a lista do círculo de Lisboa, mas abdica do mandato. O PS ganha e o PCP obtém 711.935 votos, 12,46 por cento, e elege 30 deputados. Comício do PS na Alameda para exigir demissão de Vasco Gonçalves. Publicada a Lei da Reforma Agrária. Formação do V Governo Provisório chefiado por Vasco Gonçalves, sem participação do PS e do PSD. Vasco Gonçalves sai de primeiro-ministro e é destituído de CEMGFA numa Assembleia do MFA em Tancos. Toma posse o VI Governo chefiado por Pinheiro de Azevedo. Golpe do 25 de Novembro.

- 1976 Aprovação da Constituição da República Portuguesa. Eleições para a Assembleia da República: o PCP consegue 786.701 votos, 16 por cento, e elege 42 deputados. Mário Soares é primeiro-ministro. Ramalho Eanes eleito Presidente da República, PCP apresentou candidatura de Octávio Pato. Primeira Festa do Avante!. PCP concorre às autárquicas no âmbito da FEPU (coligação PCP, MDP e FSP). VIII Congresso do PCP.

- 1977 Suspensão de "O Século". Lei Barreto. Governo de Mário Soares cai, após derrota de moção de confiança (PCP vota contra ao lado do CDS e do PSD).

- 1978 Governos de iniciativa presidencial.

- 1979 IX Congresso do PCP. Criada a Juventude Comunista Portuguesa, a partir da fusão da UEC e da UJC. Eleições intercalares, PCP concorre em coligação com o MDP: APU. A Aliança Democrática (AD) ganha as eleições legislativas, o PCP obtém 1.129.322 votos, 18,80 por cento dos resultados e elege 47 deputados

- 1980 Ramalho Eanes reeleito PR, contra Soares Carneiro apoiado pela AD, Carlos Brito candidatou-se pelo PCP e desistiu a favor de Eanes. Sá Carneiro e Adelino Amaro da Costa morrem no acidente da aviação de Camarate. Nas legislativas de 5 de Outubro, o PCP obtém 1.009.505 votos, 16,75 por cento dos resultados e elege 41 deputados.

- 1982 I Revisão da Constituição, fim do Conselho da Revolução Recuperado Conselho de Estado, que Cunhal integrou até 1991.

- 1983 X Congresso do PCP. Nas legislativas a 25 de Abril, o PCP obtém 1.031.609 votos, 18 por cento dos resultados e elege 44 deputados

- 1985 Em Agosto, Cunhal publica "O Partido com Paredes de Vidro". A 6 de Outubro, o PCP tem 898.281 votos, 15,49 por cento, e elege 38 deputados.

- 1986 XI Congresso extraordinário do PCP para decidir apoiar a candidatura de Mário Soares a Presidente da República. Cunhal apela ao voto em Mário Soares. No fim do ano, Cunhal visita a China, o Vietname, o Laos e o Camboja, depois vai à URSS e relata a Mikhail Gorbatchov o resultado das conversações para aproximar estes países da URSS.

- 1987 Início de nova dissidência no PCP. O "grupo dos seis" - Vital Moreira, Silva Graça, Álvaro Augusto Veiga de Oliveira, Sousa Marques, Vítor Louro, Dulce Martins - entrega a Cunhal um documento onde é apresentada a defesa de mudanças internas. O MDP rompe com a APU, PCP e PEV formam a CDU. Nas legislativas, o PSD de Cavaco Silva atinge a primeira maioria absoluta, o PCP baixa para 689.137 votos, 12,14 por cento, e elege 31 deputados

- 1988 A contestação do "grupo dos seis", que continua a elaborar documentos, é engrossada pela "Terceira Via", espécie de tendência menos radical na exigência de mudanças. Zita Seabra é demitida da Comissão Política e do Comité Central. XII Congresso do PCP. Alterações ao programa. Contestatários afastados do Comité Central.

- 1989 II Revisão da Constituição, fim da "irreversibilidade das nacionalizações". Álvaro Cunhal vai à URSS para ser operado a um aneurisma da aorta - a razão da sua ida não é revelada nem mesmo ao CC e o partido desmente que o secretário-geral esteja doente. Cunhal é recebido em Moscovo por Mikhail Gorbatchov e recebe a ordem Lenine. O CC deixa de considerar inconstitucional a revisão constitucional. Coligação PCP-PS "Com Lisboa" ganha Câmara de Lisboa e elege Jorge Sampaio.

- 1990 Zita Seabra é expulsa do PCP. Lançado o INES, instituto de reflexão organizado pelos dissidentes. No XIII Congresso extraordinário do PCP, Carlos Carvalhas é eleito secretário-geral adjunto de Cunhal e é candidato à presidência da República, indo até às urnas. Mário Soares é reeleito, a sua candidatura recebeu o apoio de alguns dissidentes.

- 1991 Na URSS, golpe de Estado a 19 de Agosto para derrubar Gorbatchov. PCP apoia. Aumenta a dissidência. Assembleia contestatária no Hotel Roma em Lisboa. Expulsão de Mário Lino, Raimundo Narciso e Barros Moura. José Luís Judas aceita sair para evitar a expulsão. Os abandonos somam-se. Carvalhas substitui Cunhal à frente do círculo de Lisboa nas legislativas. O PSD de Cavaco obtém segunda maioria absoluta a 6 de Outubro; o PCP passa a 17 deputados e baixa drasticamente para 504.583 votos e 8,80 por cento. Fruto da quebra eleitoral, o PCP perde o lugar no Conselho de Estado que era ocupado por Cunhal.

- 1992 Ex-militantes fundam Plataforma de Esquerda. No XIV Congresso do PCP, Carlos Carvalhas é eleito secretário-geral, Álvaro Cunhal passa a presidente do Conselho Nacional do PCP.

- 1993 Nas autárquicas, das câmaras importantes, a CDU só perde a Marinha Grande. Quase perde Loures. Tem 12,8 por cento, com 689.928 votos, e fica com 49 câmaras (35 absolutas).

- 1994 O comício da Festa do Avante! no Seixal. Cunhal faz um discurso forte de reafirmação ideológica. Cita Marx, Engels e Lenine jura que o "comunismo não morreu" e que o capitalismo não é o fim da história. A importância do discurso demonstra que ele continua a ditar as regras e a marcar a orientação. No Hotel Altis lança o romance "Estrela de Seis Pontas" e assume que é Manuel Tiago, pseudónimo literário com que assinou na clandestinidade o romance "Até Amanhã, Camaradas" e o conto "Cinco Dias, Cinco Noites".

- 1995 Nas eleições legislativas, o PCP elege só 15 deputados, embora obtenha 534.470 votos e 9,05 por cento; PS ganha. Jerónimo de Sousa candidato presidencial contra Cavaco. Desiste para apoiar Sampaio. É feito o filme "Cinco Dias, Cinco Noites", baseado na obra de Cunhal e dirigido por José Fonseca e Costa.

- 1996 XV Congresso do PCP. O Conselho Nacional é extinto. Cunhal passa a ter assento apenas no Comité Central. Carvalhas integra o Conselho de Estado a convite de Jorge Sampaio.

- 1997 Nas autárquicas, o PCP obtém 11,99 por cento dos votos e perde câmaras como Amadora, Vila Franca de Xira, Sesimbra e Montijo. E também a presidência da Área Metropolitana de Lisboa. Cunhal lança um novo romance, "A Casa de Eulália", baseada na sua experiência na Guerra Civil de Espanha e assume que é Manuel Tiago. É editada a sua tese de licenciatura sobre o aborto.

- 1998 Em Fevereiro, o Comité Central aprova o documento "O Novo Impulso", em que ficava estabelecido que os militantes que fazem a ligação de cada célula ou organização com os organismos superiores passariam a ser eleitos pelas suas bases e não nomeados por cima. Era o fim dos "controleiros" e o arranque da adaptação do PCP aos novos tempos. Mas até ao congresso de 2000 esta renovação seria derrotada pelos "cunhalistas". A 28 de Junho realiza-se o referendo sobre a despenalização do aborto. O "não" vence; ainda que o resultado não seja vinculativo, pois não votaram cinquenta por cento das pessoas, a despenalização não é feita.

- 1999 Em Maio, é lançado o primeiro volume de "Álvaro Cunhal — Uma Biografia Política", da autoria de Pacheco Pereira. A 10 de Outubro, o PCP obtém 487.058 votos, 8,99 por cento, e sobe para 17 deputados. A 15 de Outubro, morre Luís Sá.

- 2000 Cunhal lança o livro "A Verdade E A Mentira Na Revolução De Abril - A Contra-Revolução Confessa-se". Em Fevereiro, numa conferência sobre Reforma Agrária, defende que o PCP deve continuar marxista-leninista. Em Abril, numa entrevista ao jornal espanhol "El Mundo", insiste e diz: "A História já demonstrou que partidos que condenaram o seu passado e o movimento comunista, que abandonaram a sua ideologia e génese de classe, que quiseram transformar-se em partidos sociais-democratas, perderam influência." Em Setembro, Cunhal é operado ao glaucoma, a operação corre mal e perde a visão do olho direito. A 8, 9 e 10 de Dezembro, o XVI Congresso realiza-se em Lisboa e, pela primeira vez desde o 25 de Abril, Cunhal está ausente de uma reunião magna por motivos de saúde. Envia uma mensagem lida pelo actor Morais e Castro, em que apela à manutenção da linha política: uma ideologia marxista-leninista, uma natureza de classe operária e obedecendo ao centralismo democrático.

- 2001 Cunhal reaparece em público para votar nas eleições presidenciais de 14 de Janeiro em que o candidato do PCP, António Abreu, obtém cinco por cento. Depois de votar, declara aos jornalistas: "Estou nitidamente melhor." Em Março dá a sua última entrevista televisiva, a Judite de Sousa, da RTP1. Em Maio é lançado o II volume da biografia de Cunhal por Pacheco Pereira. A 11 de Setembro, a Al-Qaeda ataca os Estados Unidos. Numa mensagem enviada ao comício do Pavilhão dos Desportos, a 12 de Dezembro, Cunhal apela ao voto na coligação "Por Lisboa", nas eleições que decorrerão a 16. Após a derrota sofrida pelo PS nessas autárquicas, o primeiro-ministro Guterres demite-se.

- 2002 A 17 de Março, o PSD ganha as legislativas antecipadas e forma Governo em coligação com o CDS-PP. O PCP obtém 6,94 por cento e elege apenas 12 deputados. A 6 de Junho, Cunhal emite uma nota à imprensa em que desmente interpretações de que no prefácio do seu livro "Partido com Paredes de Vidro" abria a porta à admissão da razoabilidade dos que exigiam mudanças: "Não é possível encontrar no texto do referido prefácio qualquer legitimação de condenáveis práticas desenvolvidas por elementos do partido que declaram abertamente o propósito de rasgar os estatutos do PCP e que de há muito actuam à margem do partido e em grosseira violação dos seus princípios estatutários, numa acção contra a unidade do partido e pela liquidação das suas características fundamentais e da sua identidade". Em Julho, são expulsos Edgar Correia e Carlos Luís Figueira e Carlos Brito é suspenso de militante. Em Agosto, é editada a tradução de "King Lear", de William Shakespeare, que Cunhal fez na prisão. É lançado o Movimento Renovação Comunista, que junta dissidentes do PCP.

- 2003 A 10 de Janeiro, morre João Amaral. Em 21 de Março, o EUA e a coligação dos seus aliados invadem o Iraque. A 6 de Novembro, o "Avante!" publica um texto enviado por Cunhal para o Encontro Internacional organizado pela Fundação Rodney Arismendi, em que ele afirma que "os princípios fundamentais do marxismo" mantêm inteira validade e deixa cair a expressão marxismo-leninismo. E na hierarquização das forças que se podem opor ao capitalismo, coloca os sindicatos à frente dos partidos comunistas e inclui, pela primeira vez, "os movimentos pacifistas, ecologistas e outros movimentos de massas", atribuindo um papel aos movimentos pacifistas. O PCP assinala a passagem dos 90 anos de Cunhal com uma leitura pública durante 24 horas do livro "Até Amanhã, Camaradas".

- 2004 A 11 de Março, ataque terrorista em Madrid. É filmada para televisão, no formato de série, a obra "Até Amanhã, Camaradas", com direcção de Joaquim Leitão e produção de Tino Navarro. O livro "Conversas Com Álvaro Cunhal e Outras Lembranças de Maria João Avillez", é lançado na Feira do Livro de Lisboa. Nas eleições europeias, a 13 de Junho, Álvaro Cunhal, pela primeira vez em 30 anos de democracia, não vota. No XVII Congresso do PCP Jerónimo de Sousa é eleito secretário-geral.

- 2005 A coligação PCP/PEV obtém 7,56 por cento dos votos nas legislativas antecipadas de 20 de Fevereiro, subindo de 12 para 14 deputados. O PS alcança a sua primeira maioria absoluta. A 21 de Abril é lançada a Comunic, a rádio online do PCP, emitindo semanalmente todas as quintas feiras entre as 15 e as 18 horas. A 13 de Junho morre Álvaro Cunhal. A coligação PCP/PEV obtém um avanço significativo nas eleições autárquicas de 9 de Outubro, volta a ganhar o Barreiro, Marinha Grande, Sesimbra, Alcochete, Vidigueira e Barrancos, perdidas em anteriores eleições e conquista pela primeira vez o emblemático concelho de Peniche, no distrito de Leiria.